# Uranthoecium
Uranthoecium là một chi thực vật có hoa trong họ Hòa thảo (Poaceae).

## Loài
Chi Uranthoecium gồm các loài: